# TSC Zweibrücken
Der TSC Zweibrücken ist ein deutscher Fußballverein aus Zweibrücken.

## Geschichte
Der TSC Zweibrücken geht einerseits auf den 1889 gegründeten TV 1889 Bubenhausen zurück, bei dem 1921 eine Fußballabteilung entstand. Diese löste sich 1928 unter dem Namen Spielvereinigung Bubenhausen vom Verein und fusionierte im Mai 1948 mit dem BSC Zweibrücken-Ernstweiler, der aus dem TV 1891 Ernstweiler hervorging, zum SC Zweibrücken. Die Mannschaft gehörte 1947 zu den Gründungsmitgliedern der Landesliga Westpfalz. 1951 trat der TV 1889 Bubenhausen dem Klub bei, der sich daraufhin den aktuellen Namen gab. Im selben Jahr stieg der Klub als Tabellenzweiter der Amateurliga in die neu geschaffene 2. Oberliga Südwest auf. Dort setzte er sich fest und erreichte mit vierten Plätzen 1953 und 1955 die besten Platzierungen in diesem Wettbewerb.
Nach der Reformierung des deutschen Ligasystems mit Einführung der Bundesliga 1963 und der damit verbundenen Auflösung der 2. Oberliga Südwest qualifizierte sich der TSC Zweibrücken für die Regionalliga. Dort profitierte die Mannschaft von der Fusion der Ligarivalen Phönix Ludwigshafen und TuRa Ludwigshafen zu Südwest Ludwigshafen, so dass der eigentlich als Abstiegsplatz vorgesehene belegte 18. Tabellenrang dennoch zum Klassenerhalt gereichte. Auch im nächsten Jahr belegte sie vor Sportfreunde Saarbrücken, VfR Kaiserslautern und Germania Metternich den letzten Nichtabstiegsplatz, im Sommer 1966 stieg man jedoch nach nur sieben Saisonsiegen als Tabellenletzter in die Amateurliga Südwest ab. Mit Mitabsteiger Ludwigshafener SC, dem VfR Kirn und dem VfR Baumholder lieferte sich die Mannschaft ein Duell um den Wiederaufstieg, landete am Ende jedoch auf Rang 3. Anschließend war man noch im Mittelfeld platziert, ehe in der Spielzeit 1973/74 nochmal ein Angriff auf die vorderen Plätze erfolgte, aufgrund der Einführung der 2. Bundesliga gab es jedoch keine Aufsteiger. Hinter FK Clausen reichte es zum zweiten Platz. 1975 war die Mannschaft sportlich abgestiegen, die Amateure des FK Pirmasens verzichteten jedoch auf ihren Startplatz. Im folgenden Jahr war die Mannschaft allerdings hoffnungslos unterlegen – bedingt durch den Rückzug des Hauptsponsors zu Saisonbeginn und damit einhergehender Abwanderung etlicher Spieler – und kassierte 131 Gegentore. Als Tabellenletzter stieg der Klub ab und beendete auch die folgende Spielzeit in der Bezirksliga Westpfalz auf einem Abstiegsplatz. Damit verabschiedete sich der Klub vom höherklassigen Fußball. Nachdem man seit 2006 der Landesliga angehört hatte, stieg der TSC 2011 erneut in die Bezirksliga Westpfalz ab. Ein Jahr später musste der TSC dann sogar den Gang in die neuntklassige A-Klasse Pirmasens-Zweibrücken antreten. Nach dem Aufstieg in die Bezirksliga im Jahr 2014, gelang 2015 sogar der Durchmarsch zurück in die Landesliga.

## Persönlichkeiten
- Otto Coors
- Erich Leibenguth
- Willi Wrenger
- Horst Nußbaum